# Друмский ярус
| система                                                                          | отдел        | ярус         | Ниж. граница, млн лет |
| -------------------------------------------------------------------------------- | ------------ | ------------ | --------------------- |
| Ордовик                                                                          | Нижний       | Тремадокский | 486,85 ±1,5           |
| Кембрий                                                                          | Фуронгский   | Ярус 10      | ~491,0                |
| Кембрий                                                                          | Фуронгский   | Цзяншаньский | ~494,2                |
| Кембрий                                                                          | Фуронгский   | Паибский     | ~497,0                |
| Кембрий                                                                          | Мяолинский   | Гужангский   | ~500,5                |
| Кембрий                                                                          | Мяолинский   | Друмский     | ~504,5                |
| Кембрий                                                                          | Мяолинский   | Вулиунский   | ~506,5                |
| Кембрий                                                                          | Отдел 2      | Ярус 4       | ~514,5                |
| Кембрий                                                                          | Отдел 2      | Ярус 3       | ~521,0                |
| Кембрий                                                                          | Терренувский | Ярус 2       | ~529,0                |
| Кембрий                                                                          | Терренувский | Фортунский   | 538,8 ±0,6            |
| Эдиакарий                                                                        | Эдиакарий    | Эдиакарий    | больше                |
| Деление и золотые гвозди в соответствии с IUGS по состоянию на декабрь 2024 года |              |              |                       |

Друмский, или драмский ярус (англ. Drumian Stage) — второй ярус мяолинского отдела кембрийской системы в Международной стратиграфической шкале. Охватывает породы, сформировавшиеся в друмский век кембрийского периода, около 504,5—500,5 миллионов лет назад (всего 4 миллиона лет). Располагается над вулиунским ярусом и под гужангским ярусом мяолинского отдела.
Основание определяется как уровень первого появления (FAD) трилобита Ptychagnostus atavus около 504,5 миллионов лет назад. Верхняя граница (основание гужангского яруса) определяется как первое появление трилобита Lejopyge laevigata около 500,5 миллионов лет назад.

## Глобальный стратотип
Глобальный стратотип (GSSP) яруса установлен в 2006 году в Друмском разрезе (39°30′42″ с. ш. 112°59′29″ з. д.) Друмских гор, округ Миллард, Юта, США. В честь этих же гор ярус получил своё название. В разрезе представлено обнажение последовательности известковых сланцев формации Уилер. Точной нижней границей друмского яруса является слоистый известняк на высоте 62 м над основанием формации Уилер.

## Основные события друмского века
С началом друмского века связано событие, известное как друмская экскурсия изотопов углерода (англ. DICE, Drumian carbon isotope excursion). Причиной события стало обмеление бескислородных глубинных вод одновременно с их трансгрессией. DICE препятствовало восстановлению рифовых экосистем, уже пострадавших от ранне-среднекембрийских вымираний. В среднем-позднем друмском веке наблюдается всплеск разнообразия форм жизни перед следующим вымиранием.

## Органический мир
Многочисленные губки, Palaeoscolecida и Euarthropoda (в том числе Radiodonta) найдены в друмских отложениях.